# 앵그리 비디오 게임 너드: 더 무비
《앵그리 비디오 게임 너드 : 더 무비》(Angry Video Game Nerd: The Movie)는 미국에서 제작된 제임스 롤프 감독의 2014년 모험, 코미디, SF 영화이다. 제임스 롤프 등이 주연으로 출연하였다.

## 출연

### 주연
- 제임스 롤프
- 제레미 슈어레즈
- 사라 글렌데닝

### 조연
- 휘트니 무어
- 더그 워커
- 타임 윈터스
- 밀린 사리
- 로건 그로브
- 스티븐 멘델
- 제시카 락웰
- 베어 맥크레리
- 헬레나 바렛
- 에디 펩피톤